# 瓦隆卫队

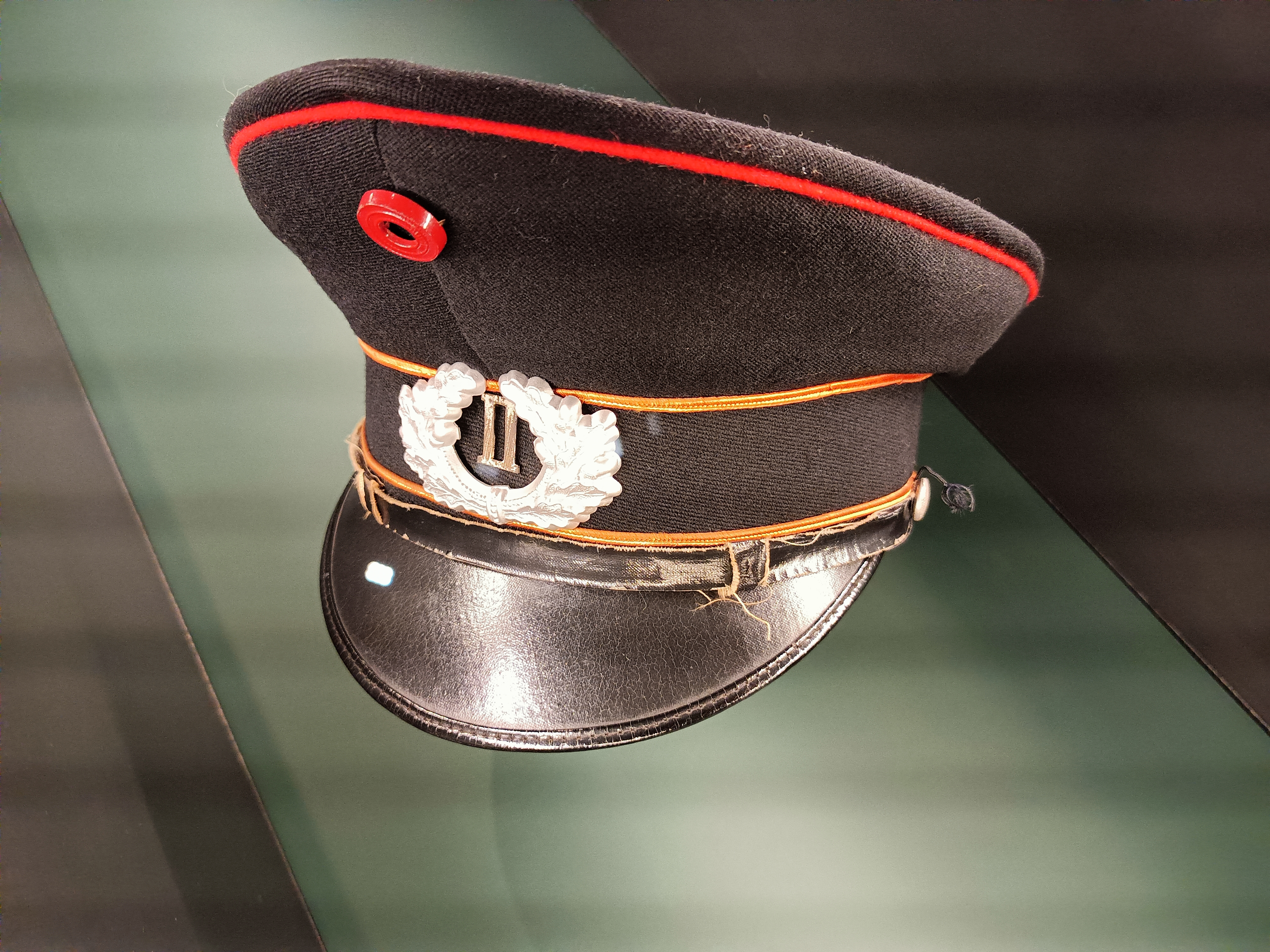
瓦隆衛隊配戴的大檐帽，蒙斯紀念博物館藏

瓦隆卫队（法語：Garde Wallonne）是一支为纳粹德国效力的准军事部队，于第二次世界大战期间作为輔警活动于德占比利時以及第二次世界大战德占法国军事管辖区。
1941年11月，在雷克斯党的支持下，瓦隆卫队正式成立，之后正式并入納粹德國陸軍。尽管瓦隆卫队在名义上从比利时大众以及退伍官兵中征募人员，但其人员其实大多是雷克斯党党徒。每个连都配有一名德国联络官。
瓦隆卫队的第一个营组建于1941年11月17日。该部队主要负责守卫铁道和军事设施，但也曾参与镇压抵抗运动和逃脱劳役者的行动。瓦隆卫队人员配备武器。